# 年間最優秀力士賞
年間最優秀力士賞（ねんかんさいゆうしゅうりきししょう）は、報知新聞社が制定する、その一年間に最も活躍した力士を顕彰する賞。年6場所制になった1958年（昭和33年）に制定され、報知年間最優秀力士賞（ほうち-）として表彰されている。
12月に行われる選考委員会において、勝星数、優勝回数、相撲内容等を総合的に審査して受賞者を決定する。翌年1月場所初日に表彰式が行われ、受賞者には副賞としてスポーツ報知杯と賞金50万円が贈られる。
なお、「年間最多勝（ねんかんさいたしょう）」と混同される場合もあるが、両者は全く別の表彰である（「年間最多勝」は相撲内容等は考慮せず、一年間の幕内での勝星数のみで受賞者を決定する）。本賞は年間最多勝力士がそのまま受賞することが多く、それ以外の力士が受賞する場合は最多勝力士を幕内での年間勝率（休場を除く）で上回った力士が大半を占めており、いずれにも該当しない力士の受賞は1972年の貴ノ花、1975年の三重ノ海、1977年の輪島、2016年の日馬富士、2019年の白鵬の5例のみである。

## 歴代受賞者
| 年               | 四股名         | 受賞回数       | 年間成績       | 備考                                                                                                   |
| ---------------- | -------------- | -------------- | -------------- | --- |
| 1958（昭和33）年 | 若乃花幹士     | 初受賞         | 75勝14敗1分    | |
| 1959（昭和34）年 | 栃錦清隆       | 初受賞         | 77勝13敗       | |
| 1960（昭和35）年 | 若乃花幹士     | 2年ぶり2度目   | 59勝13敗18休   | 1月場所（0勝）と11月場所（5勝）を途中休場。年間最多勝は大鵬幸喜の66勝24敗。                            |
| 1961（昭和36）年 | 大鵬幸喜       | 初受賞         | 71勝19敗       | |
| 1962（昭和37）年 | 大鵬幸喜       | 2年連続2度目   | 77勝13敗       | |
| 1963（昭和38）年 | 大鵬幸喜       | 3年連続3度目   | 81勝9敗        | 史上初の年間80勝以上を記録。                                                                           |
| 1964（昭和39）年 | 大鵬幸喜       | 4年連続4度目   | 69勝11敗10休   | 7月場所を途中休場（1勝）。                                                                             |
| 1965（昭和40）年 | 佐田の山晋松   | 初受賞         | 74勝16敗       | |
| 1966（昭和41）年 | 大鵬幸喜       | 2年ぶり5度目   | 69勝6敗15休    | 1月場所を全休。年間最多勝は柏戸剛の71勝19敗。                                                          |
| 1967（昭和42）年 | 大鵬幸喜       | 2年連続6度目   | 70勝6敗14休    | 7月場所（2勝）と11月場所（11勝）を途中休場。年間最多勝は70勝20敗の柏戸剛と分け合う。                   |
| 1968（昭和43）年 | 玉乃島正夫     | 初受賞         | 69勝21敗       | のち玉の海。                                                                                           |
| 1969（昭和44）年 | 大鵬幸喜       | 2年ぶり7度目   | 59勝16敗15休   | 3月場所（3勝）と11月場所（6勝）を途中休場。年間最多勝は北の富士勝昭の63勝27敗。                        |
| 1970（昭和45）年 | 北の富士勝昭   | 初受賞         | 75勝15敗       | 75勝15敗の玉の海正洋と最多勝を分け合う。                                                               |
| 1971（昭和46）年 | 玉の海正洋     | 3年ぶり2度目   | 68勝7敗        | 9月場所後に死去したため11月場所の成績は含まず、故人として受賞。年間最多勝は北の富士勝昭の73勝17敗。    |
| 1972（昭和47）年 | 貴ノ花満       | 初受賞         | 58勝32敗       | 年間最多勝は輪島大士の63勝27敗。                                                                       |
| 1973（昭和48）年 | 輪島大士       | 初受賞         | 77勝12敗1休    | 11月場所千秋楽を優勝決定後に休場（12勝）。                                                             |
| 1974（昭和49）年 | 北の湖敏満     | 初受賞         | 73勝17敗       | |
| 1975（昭和50）年 | 三重ノ海五郎   | 初受賞         | 62勝28敗       | 年間最多勝は北の湖敏満の71勝19敗。                                                                     |
| 1976（昭和51）年 | 輪島大士       | 3年ぶり2度目   | 77勝13敗       | |
| 1977（昭和52）年 | 輪島大士       | 2年連続3度目   | 75勝15敗       | 年間最多勝は北の湖敏満の80勝10敗。                                                                     |
| 1978（昭和53）年 | 北の湖敏満     | 4年ぶり2度目   | 82勝8敗        | 当時の年間最多勝記録。史上初の2年連続年間80勝以上を達成。                                              |
| 1979（昭和54）年 | 北の湖敏満     | 2年連続3度目   | 77勝13敗       | |
| 1980（昭和55）年 | 北の湖敏満     | 3年連続4度目   | 77勝13敗       | |
| 1981（昭和56）年 | 千代の富士貢   | 初受賞         | 65勝13敗12休   | 9月場所を途中休場（1勝）。年間最多勝は北の湖敏満の69勝15敗6休。                                        |
| 1982（昭和57）年 | 千代の富士貢   | 2年連続2度目   | 74勝16敗       | |
| 1983（昭和58）年 | 隆の里俊英     | 初受賞         | 78勝12敗       | |
| 1984（昭和59）年 | 若嶋津六夫     | 初受賞         | 71勝19敗       | |
| 1985（昭和60）年 | 千代の富士貢   | 3年ぶり3度目   | 80勝10敗       | |
| 1986（昭和61）年 | 千代の富士貢   | 2年連続4度目   | 68勝10敗12休   | 3月場所を途中休場（1勝）。                                                                             |
| 1987（昭和62）年 | 千代の富士貢   | 3年連続5度目   | 71勝15敗4休    | 9月場所を途中休場（9勝）。年間最多勝は北勝海信芳の74勝16敗。                                           |
| 1988（昭和63）年 | 千代の富士貢   | 4年連続6度目   | 70勝5敗15休    | 3月場所を全休。年間最多勝は旭富士正也の73勝17敗。                                                      |
| 1989（平成元）年 | 千代の富士貢   | 5年連続7度目   | 65勝10敗15休   | 5月場所を全休。年間最多勝は北勝海信芳の72勝18敗。                                                      |
| 1990（平成2）年  | 旭富士正也     | 初受賞         | 70勝20敗       | |
| 1991（平成3）年  | 小錦八十吉     | 初受賞         | 59勝17敗14休   | 1月場所を途中休場（0勝）。年間最多勝は霧島一博の62勝28敗。                                             |
| 1992（平成4）年  | 貴花田光司     | 初受賞         | 60勝30敗       | のち貴乃花。初の年間最高位が関脇以下での受賞。                                                         |
| 1993（平成5）年  | 曙太郎         | 初受賞         | 76勝14敗       | |
| 1994（平成6）年  | 貴乃花光司     | 2年ぶり2度目   | 80勝10敗       | |
| 1995（平成7）年  | 貴乃花光司     | 2年連続3度目   | 80勝10敗       | 2年連続で年間80勝以上を達成（史上2人目）。                                                             |
| 1996（平成8）年  | 貴乃花光司     | 3年連続4度目   | 70勝5敗15休    | 11月場所を全休。                                                                                       |
| 1997（平成9）年  | 貴乃花光司     | 4年連続5度目   | 78勝12敗       | |
| 1998（平成10）年 | 若乃花勝       | 初受賞         | 67勝23敗       | |
| 1999（平成11）年 | 武蔵丸光洋     | 初受賞         | 70勝20敗       | |
| 2000（平成12）年 | 曙太郎         | 7年ぶり2度目   | 76勝14敗       | |
| 2001（平成13）年 | 武蔵丸光洋     | 2年ぶり2度目   | 73勝17敗       | |
| 2002（平成14）年 | 朝青龍明徳     | 初受賞         | 66勝24敗       | |
| 2003（平成15）年 | 朝青龍明徳     | 2年連続2度目   | 67勝18敗5休    | 7月場所を途中休場（5勝）。                                                                             |
| 2004（平成16）年 | 朝青龍明徳     | 3年連続3度目   | 78勝12敗       | |
| 2005（平成17）年 | 朝青龍明徳     | 4年連続4度目   | 84勝6敗        | 当時の年間最多勝記録。                                                                                 |
| 2006（平成18）年 | 朝青龍明徳     | 5年連続5度目   | 67勝11敗12休   | 5月場所を途中休場（1勝）。                                                                             |
| 2007（平成19）年 | 白鵬翔         | 初受賞         | 74勝16敗       | |
| 2008（平成20）年 | 白鵬翔         | 2年連続2度目   | 79勝11敗       | |
| 2009（平成21）年 | 白鵬翔         | 3年連続3度目   | 86勝4敗        | 現在の年間最多勝記録。                                                                                 |
| 2010（平成22）年 | 白鵬翔         | 4年連続4度目   | 86勝4敗        | 年間最多勝タイ記録。2年連続で年間80勝以上を達成（史上3人目）。                                         |
| 2011（平成23）年 | 白鵬翔         | 5年連続5度目   | 66勝9敗        | 大相撲八百長問題で3月場所は中止。5月場所は技量審査場所として開催。                                     |
| 2012（平成24）年 | 白鵬翔         | 6年連続6度目   | 76勝14敗       | |
| 2013（平成25）年 | 白鵬翔         | 7年連続7度目   | 82勝8敗        | 年間80勝以上を通算3回達成（史上初）。                                                                  |
| 2014（平成26）年 | 白鵬翔         | 8年連続8度目   | 81勝9敗        | 単独最多の受賞数（8度）を更新。年間80勝以上を通算4回達成（史上初）。                                   |
| 2015（平成27）年 | 白鵬翔         | 9年連続9度目   | 66勝12敗12休   | 9月場所を途中休場（0勝）。                                                                             |
| 2016（平成28）年 | 日馬富士公平   | 初受賞         | 67勝23敗       | 年間最多勝は稀勢の里寛の69勝21敗。                                                                     |
| 2017（平成29）年 | （受賞者なし） | （受賞者なし） | （受賞者なし） | 年間最多勝は白鵬翔の56勝9敗25休。史上初の受賞者なし。                                                  |
| 2018（平成30）年 | 栃ノ心剛史     | 初受賞         | 59勝23敗8休    | 7月場所を途中休場（5勝）。                                                                             |
| 2019（令和元）年 | 白鵬翔         | 4年ぶり10度目  | 51勝10敗29休   | 1月・5月・9月場所を休場（10勝・全休・0勝）。歴代最少勝ち星での受賞。年間最多勝は朝乃山英樹の55勝35敗。 |
| 2020（令和2）年  | 貴景勝光信     | 初受賞         | 51勝21敗3休    | 日本出身力士として22年ぶりの受賞。新型コロナウイルス感染拡大で5月場所は中止。                          |
| 2021（令和3）年  | 照ノ富士春雄   | 初受賞         | 77勝13敗       | |
| 2022（令和4）年  | 若隆景渥       | 初受賞         | 57勝33敗       | 30年ぶりとなる年間最高位が関脇以下での受賞。年間皆勤力士としては歴代最少勝ち星での受賞。               |
| 2023（令和5）年  | 霧島鐵力       | 初受賞         | 62勝26敗2休    | 7月場所を途中休場（6勝）。                                                                             |
| 2024（令和6）年  | 琴櫻将傑       | 初受賞         | 66勝24敗       | |

## 選考委員
（下記の他、報知新聞社社長、編集局長も選考委員）
| 回数 | 年                 | 歴代選考委員                                         |
| ---- | ------------------ | ---------------------------------------------------- |
| 1回  | 1958年（昭和33年） | 酒井忠正・石井鶴三・尾崎士郎・御手洗辰雄             |
| 2回  | 1959年（昭和34年） | 酒井忠正・石井鶴三・尾崎士郎・御手洗辰雄             |
| 3回  | 1960年（昭和35年） | 酒井忠正・石井鶴三・尾崎士郎・御手洗辰雄             |
| 4回  | 1961年（昭和36年） | 酒井忠正・石井鶴三・尾崎士郎・御手洗辰雄             |
| 5回  | 1962年（昭和37年） | 酒井忠正・石井鶴三（欠）・尾崎士郎・御手洗辰雄       |
| 6回  | 1963年（昭和38年） | 酒井忠正・石井鶴三・尾崎士郎（欠）・御手洗辰雄       |
| 7回  | 1964年（昭和39年） | 酒井忠正・石井鶴三・御手洗辰雄（欠）・高橋義孝       |
| 8回  | 1965年（昭和40年） | 酒井忠正（欠）・石井鶴三・御手洗辰雄・高橋義孝       |
| 9回  | 1966年（昭和41年） | 酒井忠正（欠）・石井鶴三・御手洗辰雄・高橋義孝       |
| 10回 | 1967年（昭和42年） | 酒井忠正（欠）・石井鶴三・御手洗辰雄・高橋義孝       |
| 11回 | 1968年（昭和43年） | 酒井忠正（欠）・石井鶴三・御手洗辰雄・高橋義孝（欠） |
| 12回 | 1969年（昭和44年） | 酒井忠正（欠）・石井鶴三・御手洗辰雄・高橋義孝       |
| 13回 | 1970年（昭和45年） | 酒井忠正（欠）・石井鶴三・御手洗辰雄・高橋義孝       |
| 14回 | 1971年（昭和46年） | 石井鶴三（欠）・御手洗辰雄・高橋義孝                 |
| 15回 | 1972年（昭和47年） | 御手洗辰雄・高橋義孝・安西浩                         |
| 16回 | 1973年（昭和48年） | 御手洗辰雄・高橋義孝・安西浩（欠）                   |
| 17回 | 1974年（昭和49年） | 高橋義孝（欠）・安西浩                               |
| 18回 | 1975年（昭和50年） | 高橋義孝・安西浩・山口瞳・池田弥三郎                 |
| 19回 | 197+年（昭和51年） | 高橋義孝・安西浩・山口瞳・池田弥三郎                 |
| 20回 | 1977年（昭和52年） | 高橋義孝・安西浩・山口瞳・池田弥三郎                 |
| 21回 | 1978年（昭和53年） | 高橋義孝・安西浩・山口瞳・池田弥三郎                 |
| 22回 | 1979年（昭和54年） | 安西浩・山口瞳・上田英雄                             |
| 23回 | 1980年（昭和55年） | 安西浩・山口瞳・上田英雄                             |
| 24回 | 1981年（昭和56年） | 安西浩・山口瞳・上田英雄                             |
| 25回 | 1982年（昭和57年） | 安西浩・山口瞳・上田英雄                             |
| 26回 | 1983年（昭和58年） | 安西浩・山口瞳・上田英雄                             |
| 27回 | 1984年（昭和59年） | 安西浩・山口瞳・上田英雄                             |
| 28回 | 1985年（昭和60年） | 安西浩・山口瞳・上田英雄                             |
| 29回 | 1986年（昭和61年） | 安西浩・山口瞳・上田英雄                             |
| 30回 | 1987年（昭和62年） | 安西浩・山口瞳・上田英雄                             |
| 31回 | 1988年（昭和63年） | 安西浩・山口瞳・上田英雄                             |
| 32回 | 1989年（平成元年） | 安西浩（欠）・山口瞳・上田英雄                       |
| 33回 | 1990年（平成2年）  | 山口瞳・上田英雄・平山郁夫                           |
| 34回 | 1991年（平成3年）  | 山口瞳・上田英雄・平山郁夫                           |
| 35回 | 1992年（平成4年）  | 山口瞳・上田英雄・平山郁夫                           |
| 36回 | 1993年（平成5年）  | 山口瞳・平山郁夫・安西邦夫                           |
| 37回 | 1994年（平成6年）  | 山口瞳・平山郁夫・安西邦夫                           |
| 38回 | 1995年（平成7年）  | 平山郁夫・安西邦夫・有馬朗人                         |
| 39回 | 1996年（平成8年）  | 平山郁夫・安西邦夫・有馬朗人                         |
| 40回 | 1997年（平成9年）  | 平山郁夫（欠）・安西邦夫・有馬朗人                   |
| 41回 | 1998年（平成10年） | 平山郁夫（欠）・安西邦夫・有馬朗人                   |
| 42回 | 1999年（平成11年） | 平山郁夫・安西邦夫・有馬朗人                         |
| 43回 | 2000年（平成12年） | 平山郁夫（欠）・安西邦夫・有馬朗人                   |
| 44回 | 2001年（平成13年） | 平山郁夫（欠）・安西邦夫・有馬朗人                   |
| 45回 | 2002年（平成14年） | 安西邦夫・有馬朗人（欠）・境川尚                     |
| 46回 | 2003年（平成15年） | 安西邦夫・有馬朗人・佐田の山晋松                     |
| 47回 | 2004年（平成16年） | 安西邦夫・有馬朗人・佐田の山晋松                     |
| 48回 | 2005年（平成17年） | 安西邦夫・有馬朗人・佐田の山晋松                     |
| 49回 | 2006年（平成18年） | 安西邦夫・有馬朗人・佐田の山晋松                     |
| 50回 | 2007年（平成19年） | 安西邦夫・有馬朗人・佐田の山晋松                     |
| 51回 | 2008年（平成20年） | 安西邦夫・有馬朗人・佐田の山晋松                     |
| 52回 | 2009年（平成21年） | 安西邦夫・有馬朗人・佐田の山晋松                     |
| 53回 | 2010年（平成22年） | 安西邦夫（欠）・有馬朗人                             |
| 54回 | 2011年（平成23年） | 安西邦夫・有馬朗人・奥島孝康                         |
| 55回 | 2012年（平成24年） | 安西邦夫・有馬朗人・奥島孝康                         |
| 56回 | 2013年（平成25年） | 有馬朗人・奥島孝康                                   |
| 57回 | 2014年（平成26年） | 有馬朗人・奥島孝康                                   |
| 58回 | 2015年（平成27年） | 有馬朗人・奥島孝康                                   |
| 59回 | 2016年（平成28年） | 有馬朗人・奥島孝康・能町みね子                       |
| 60回 | 2017年（平成29年） | 有馬朗人・奥島孝康・能町みね子                       |
| 61回 | 2018年（平成30年） | 有馬朗人・奥島孝康・能町みね子                       |
| 62回 | 2019年（令和元年） | 有馬朗人・奥島孝康・能町みね子                       |
| 63回 | 2020年（令和2年）  | 有馬朗人（欠）・奥島孝康・能町みね子                 |
| 64回 | 2021年（令和3年）  | 宮田亮平・刈屋富士雄・能町みね子                     |
| 65回 | 2022年（令和4年）  | 宮田亮平・刈屋富士雄・能町みね子                     |
| 66回 | 2023年（令和5年）  | 宮田亮平・刈屋富士雄・能町みね子                     |
| 67回 | 2024年（令和6年）  | 宮田亮平・刈屋富士雄・能町みね子                     |